# タシ・ペルジョ
タシ・ペルジョ（Tashi Peljor、1978年7月15日-）は、ブータンの男子アーチェリー選手。
2004年のアテネオリンピックでは男子個人種目でブータンにおいて初めてアーチェリーでベスト32まで進出している。2008年にも北京オリンピックの男子個人に出場、開会式では選手団の旗手を務めた。
2児の父親であり、政府から生活費を援助されている。